# Orazio Orlando
Pour les articles homonymes, voir Orlando.
Orazio Orlando, né le 14 juin 1933 à Naples (Vénétie) et mort le 18 décembre 1990 à Rome (Latium), est un acteur de cinéma, de télévision, et de théâtre italien.

## Biographie
Né à Naples, Orlando fréquente l'Académie d'art dramatique de Rome pendant deux saisons, en 1953-1954 et en 1954-1955, sans obtenir de diplôme. Il débute à 18 ans dans la troupe de Renzo Ricci, avec Giorgio Albertazzi et Anna Proclemer,. Sa première participation importante est dans Le Roi Lear de Shakespeare, en 1955.
En 1958, il commence sa carrière à la télévision en jouant le rôle de Tybalt dans une adaptation de Roméo et Juliette ; il participe à un grand nombre de films, de séries télévisées et de téléfilms, mais devient populaire en 1973 grâce à l'interprétation du commissaire Solmi, dans la série télévisée Qui squadra mobile,.
On se souvient surtout de lui pour ses rôles au cinéma dans Enquête sur un citoyen au-dessus de tout soupçon (1970) et La propriété, c'est plus le vol (1973) d'Elio Petri, dans Aiutami a sognare (1981) de Pupi Avati et dans La donna delle meraviglie (1985) d'Alberto Bevilacqua.
À 57 ans, il meurt d'une crise cardiaque sur la scène du Teatro Flaiano à Rome pendant la répétition de la pièce Ad Eva aggiungi Eva de Claudia Poggiani (it),. Secouru par deux médecins dans le théâtre, il est arrivé déjà sans vie à l'Hôpital San Giacomo in Augusta.

## Filmographie

### Acteur
- 1965 : Les Poupées (Le bambole) de Franco Rossi
- 1970 : Waterloo de Sergueï Bondartchouk
- 1970 : Enquête sur un citoyen au-dessus de tout soupçon (Indagine su un cittadino al di sopra di ogni sospetto) d'Elio Petri
- 1973 : La propriété, c'est plus le vol (La proprietà non è più un furto) d'Elio Petri
- 1974 : La poliziotta de Steno
- 1974 : Brigitte, Laura, Ursula, Monica, Raquel, Litz, Maria, Florinda, Barbara, Claudia e Sofia, le chiamo tutte "anima mia" de Mauro Ivaldi
- 1976 : L'Italia s'è rotta de Steno
- 1979 : Le Grand Embouteillage (L'ingorgo - Una storia impossibile) de Luigi Comencini